# Бринціо
Бринціо (італ. Brinzio) — муніципалітет в Італії, у регіоні Ломбардія,  провінція Варезе.
Бринціо розташоване на відстані близько 540 км на північний захід від Рима, 60 км на північний захід від Мілана, 9 км на північний захід від Варезе.
Населення — 845 осіб (2014).
Щорічний фестиваль відбувається 29 червня. Покровитель — Santi Pietro e Paolo.

## Демографія
Населення за роками:

Станом на 1 січня 2023 року в муніципалітеті офіційно проживали 32 іноземці з 15 країн, серед них 7 громадян країн Євросоюзу та 4 громадяни України.

## Сусідні муніципалітети
- Бедеро-Валькувія
- Кастелло-Каб'яльйо
- Індуно-Олона
- Ранчіо-Валькувія
- Вальганна
- Варезе